# Vasili Kacealov

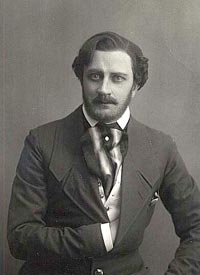
Vasili Kacealov

Vasili Ivanovici Kacealov (în rusă Васи́лий Ива́нович Кача́лов, n. 11 februarie 1875 la Vilnius - d. 30 septembrie 1948 la Moscova) a fost un actor rus sovietic.
A jucat la Teatrul de Artă din Moscova și a fost distins cu titlul de Artist al Poporului și de Laureat al Premiului de Stat al URSS.
Stilul său s-a remarcat prin nota cerebrală a interpretării și prin adâncime psihologică.
A creat roluri în piese de Cehov, Gorki, Ibsen etc.

## Biografie
S-a născut într-o familie de evrei, tatăl fiind preot la Biserica Sf. Nicolae din Vilnius.
Numele de familie real era Șverubovici (în lituaniană: Vasile Šverubovičius).
Parcurge gimnaziul în orașul natal.
A intrat la Facultatea de Drept din St. Petersburg dar nu și-a finalizat studiile.
Soția sa a fost Nina Litovtseva (1878 - 1956), actriță și regizor de succes, iar fiul lor, Vadim Șerubovici (1901 - 1981), de asemenea s-a remarcat prin activitate teatrală.

## Cariera teatrală
Încă din tinerețe își dovedește talentul în domeniul dramaturgic, participând la spectacole de teatru de amatori.
În 1900 se mută la Moscova și începe să joace la Teatrul de Artă Cehov din Capitală.
Datorită avantajelor sale referitoare la voce și la stil artistic, se face repede remarcat și obține roluri notabile, printre care: Tuzenbach (Trei surori de Cehov), Hamlet (piesa omonimă de Shakespeare), Zahar Bardin (Dușmanii de Gorki), Iulius Cezar (piesa omonimă de Shakespeare), profesorul Protassov (în Copiii soarelui de Maxim Gorki) etc.
Realizează și înregistrări audio pentru radio din poezie (Serghei Esenin, Eduard Bagrițki) și proză (Lev Tolstoi).

## Distincții și aprecieri
În 1936 i s-a decernat titlul de Artist al Poporului din URSS, iar în 1943 a primit Premiul Stalin.
Strada din Vilnius unde a copilărit îi poartă numele.
La fel și liceul din orașul natal.
1. 1 2  Качалов Василий Иванович, Marea Enciclopedie Sovietică (1969–1978)[*]
2. 1 2 3  People of Modernity Base, accesat în 29 martie 2024
3. ↑  Качалов Василий Иванович, Marea Enciclopedie Sovietică (1969–1978)[*]
4. ↑  Autoritatea BnF, accesat în 10 octombrie 2015
5. ↑  Czech National Authority Database, accesat în 1 martie 2022